# Across The Horizon
2009年11月21日から新宿バルト9、梅田ブルク7において劇場公開されたSound Horizon 5th Anniversary Movie『Across The Horizon』をDVD/Blu-rayに収録したSound Horizonの作品。Blu-rayとしては2作目、DVDとしては5作目となる。2010年3月24日にキングレコードから発売された。 

## 概要
2009年に行われたSound Horizonのライブツアー「Sound Horizon Live Tour 2009 第三次領土拡大遠征」の集大成となる「第三次領土拡大遠征凱旋記念 国王生誕祭」を元に『Across The Horizon』では2日間の異なる映像を1本に紡ぎ合わせ再構成されている。

## 収録曲
1. 冥王～Θανατοζ～
2. 冥王の壊れたマリオネット
3. 終端の王と異世界の騎士～The Endia & The Knights～
4. 奴隷市場～Δουλοι～
5. 11文字の伝言
6. 冬の伝言
7. 争いの系譜
8. 石畳の緋き悪魔
9. 侵略する者される者
10. 蒼と白の境界線
11. 奴隷達の英雄～Ελευσευζ～
12. 黄昏の賢者
13. 星屑の革紐
14. 朝と夜の物語
15. 海を渡った征服者達
16. schwarzweiβ～霧の向こうに繋がる世界～
17. Ark
18. 緋色の風車
19. 遺言